# Ceiba 1ra. Sección, Cunduacán
Ceiba 1ra. Sección är en ort i Mexiko.   Den ligger i kommunen Cunduacán och delstaten Tabasco, i den sydöstra delen av landet, 700 km öster om huvudstaden Mexico City. Ceiba 1ra. Sección ligger 14 meter över havet och antalet invånare är 1 912.
Terrängen runt Ceiba 1ra. Sección är mycket platt. Runt Ceiba 1ra. Sección är det ganska tätbefolkat, med 160 invånare per kvadratkilometer. Närmaste större samhälle är Cunduacán, 6,3 km väster om Ceiba 1ra. Sección. Trakten runt Ceiba 1ra. Sección består till största delen av jordbruksmark.